# 1175

## Починали
- 28 юни – Андрей I, велик княз на Владимир-Суздал